# Вальверде-де-Льєрена
Вальверде-де-Льєрена (ісп. Valverde de Llerena) — муніципалітет в Іспанії, у складі автономної спільноти Естремадура, у провінції Бадахос. Населення — 706 осіб (2010).
Муніципалітет розташований на відстані близько 300 км на південний захід від Мадрида, 120 км на південний схід від Бадахоса.

## Демографія
Динаміка населення (INE ):